# Pierre de Rouck
Pierre de Rouck (6 de agosto de 1930) es un deportista belga que compitió en judo. Ganó una medalla de bronce en el Campeonato Europeo de Judo de 1955 en la categoría abierta.

## Palmarés internacional
| Campeonato Europeo | Campeonato Europeo | Campeonato Europeo | Campeonato Europeo |
| Año                | Lugar              | Medalla            | Categoría          |
| ------------------ | ------------------ | ------------------ | ------------------ |
| 1955               | París (Francia)    | Medalla de bronce  | Abierta            |